# Вепсский лес
Приро́дный парк «Ве́псский лес» (вепс. Vepsän mec) — особо охраняемая природная территория регионального значения в Ленинградской области.

## География
Вепсский лес расположен на территории Подпорожского, Тихвинского, Бокситогорского, Лодейнопольского районов.
Занимает площадь 189,1 тыс. га. На территории парка выделены 7 резерватов для охраны ценных природных территорий.

## История

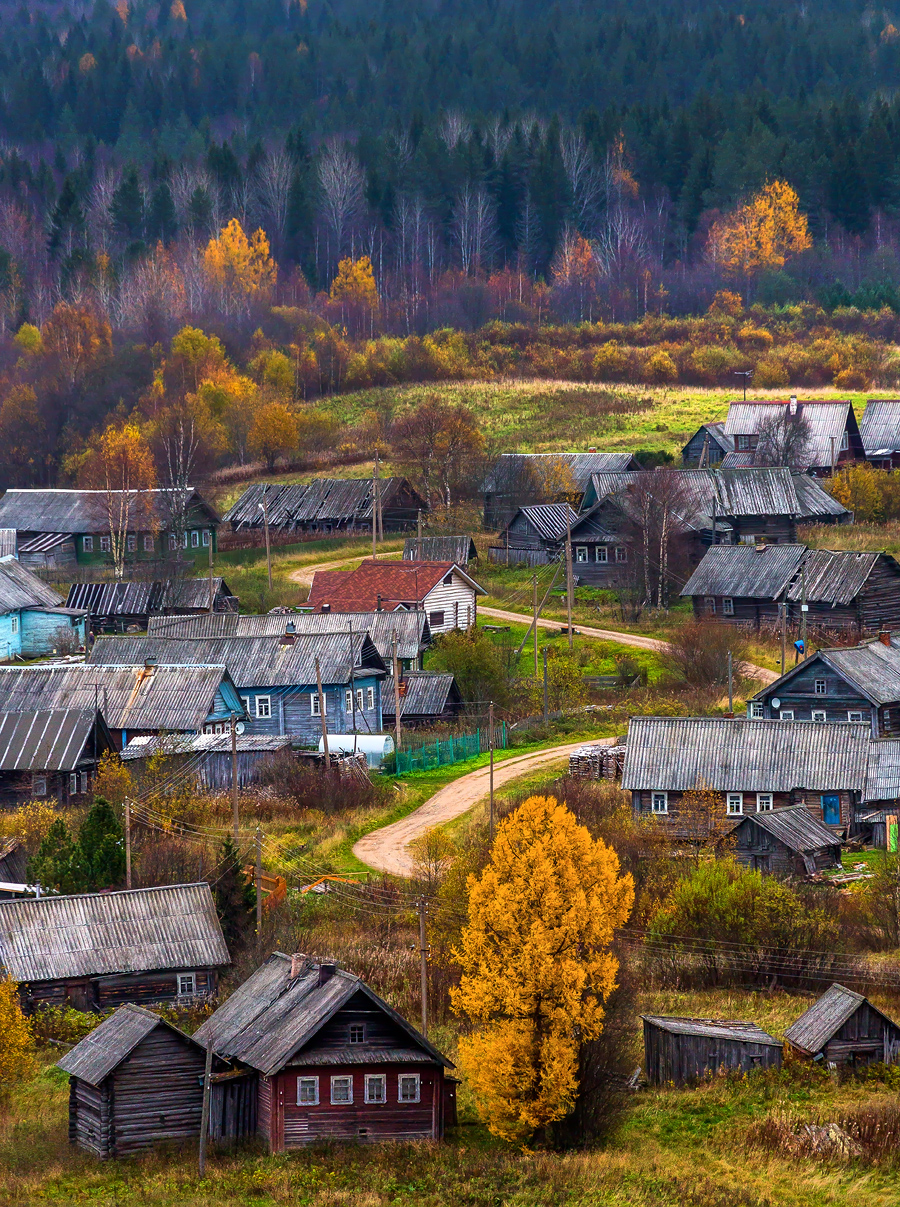
Поселение в Вепсском лесу

Образован постановлениями губернатора Ленинградской области от 14 сентября 1999 года № 302-пг, 25 января 2001 года № 16-пг и 14 мая 2003 года № 81-пг.

## Цели создания
- сохранение особо ценных природных комплексов и объектов, не затронутых хозяйственной деятельностью:
  - обычных для средней тайги Северо-Запада России ландшафтных урочищ;
  - высоковозрастных коренных ельников, высоковозрастных лесов других пород;
  - массивов верховых сфагновых болот западнорусского типа;
  - олиготрофных и дистрофных озёр;
  - редких видов растений и животных;
  - уникальных ландшафтов;
- восстановление нарушенных экосистем (лесовосстановление, подъём затонувшей древесины, восстановление нерестилищ ценных пород рыб и т. п.), сохранение на водоразделе рек Балтийского и Каспийского водосборных бассейнов лесных экосистем;
- сохранение больших массивов леса для оздоровления приземных слоев атмосферы всего региона;
- включение природного парка в структуру «экологического каркаса» Ленинградской области наряду с прочими природоохранными территориями и рекреационными зонами.

## Научно-исторические функции
- сохранение, изучение и использование в научных, образовательных, туристских и рекреационных целях высокого природного и культурно-исторического потенциала территории;
- помощью сохранению вепсского языка и культуры;
- создание регионального этнографического центра для изучения культуры вепсов и русских Межозерья;
- проведение архитектурно-этнографических экспозиций на основе исторических групп населённых мест, сохранившихся на их территориях памятников архитектуры и быта, фольклора, обрядовых традиций.